# Jugendfürsorge
Die Jugendfürsorge und Fürsorgeerziehung sind im deutschsprachigen Raum größtenteils veraltete Begriffe für die heutige Kinder- und Jugendhilfe (Deutschland und Schweiz) bzw. Kinder- und Jugendwohlfahrt (Österreich) und im Speziellen für die Hilfen zur Erziehung. Die rechtliche Grundlage in Deutschland war bis 1991 das Jugendwohlfahrtsgesetz (JWG), das seitdem durch das Kinder- und Jugendhilfsgesetz (KJHG) abgelöst wurde. In Österreich war das Jugendwohlfahrtsgesetz grundlegend. Seit 2013 ist das neue Kinder- und Jugendhilfegesetz in Kraft.

## Geschichte
Die Verabschiedung des Reichsjugendwohlfahrtsgesetzes (RJWG) im Jahr 1922 markierte den Beginn der Fürsorgeerziehung in öffentlicher (staatlich organisierter) Verantwortung. Man spricht auch von einem Schritt „von der Zwangserziehung zur Fürsorgeerziehung“. Die Fürsorgeerziehung richtete sich im Sinne der Subsidiarität an alle (deutschen) Kinder und Jugendlichen, deren Eltern und andere Erziehungs- oder Sorgeberechtigten ihre Erziehung nicht aus eigenen Kräften bewältigen konnten. Die Heimerziehung erhielt eine große Bedeutung; Kinder und Jugendliche waren häufig Objekt einer Fürsorge, die sich nicht notwendigerweise an deren Bedürfnissen orientierte und die deren eigene Handlungen und Tätigkeiten im Erziehungsprozess wenig berücksichtigte. Ein Gegenmodell hierzu war die Reformpädagogik.
In der Nachkriegszeit ab den 1950er-Jahren waren Maßnahmen der Jugendfürsorge in Deutschland insbesondere die Fürsorgeerziehung (FE) und die freiwillige Erziehungshilfe (FEH). Meist fanden sie in der außerfamiliären Heimerziehung statt.

## Dokumentarfilm
- In den Fängen der Fürsorge. Das Schicksal von Heimkindern der 60er Jahre. Fernsehdokumentation von Sibylle Bassler und Angelika Fell, Erstausstrahlung ZDF 5. Juni 2008, 00:30 Uhr.